# Metopheltes petiolaris
Metopheltes petiolaris är en stekelart som beskrevs av Tohru Uchida 1932. Metopheltes petiolaris ingår i släktet Metopheltes och familjen brokparasitsteklar. Inga underarter finns listade i Catalogue of Life.